# Río Tiasmyn

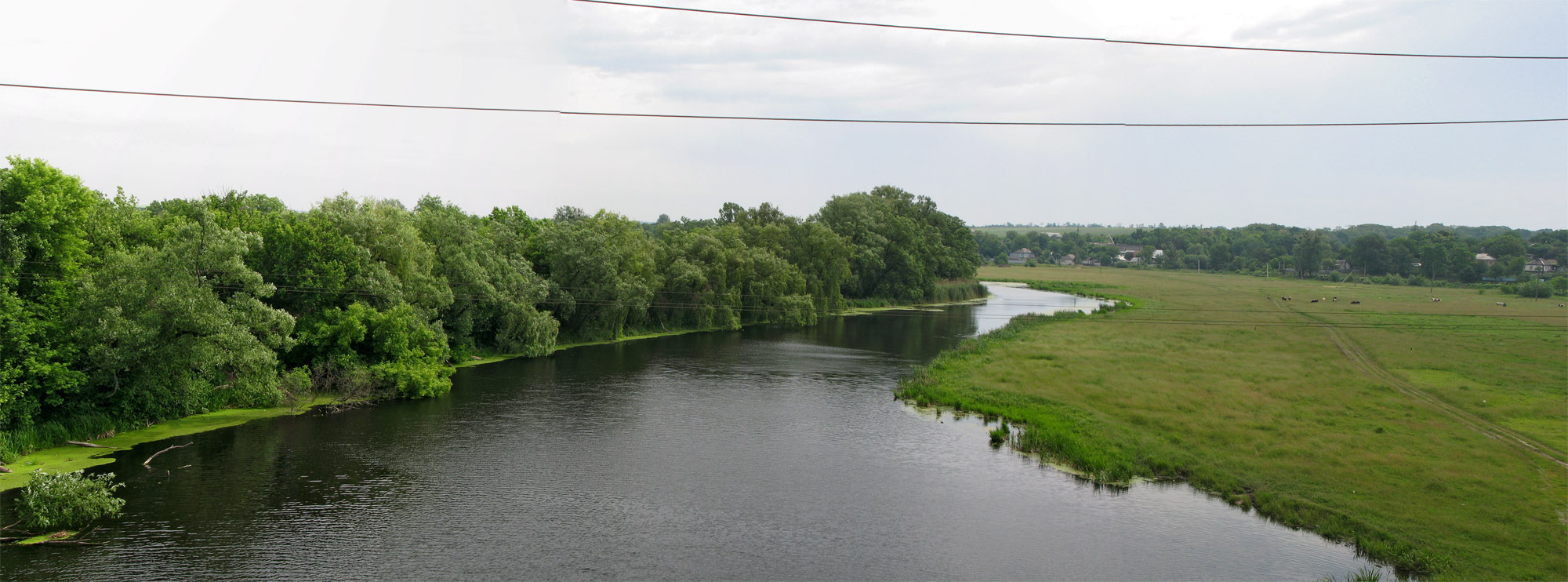
El río en Smila

El río Tyasmyn (en ucraniano: Тясмин) es un río de Ucrania, un afluente por la derecha del río Dniéper. Tiene una longitud de 164 km y una cuenca hidrográfica de 4.570 km². 
El Tyasmyn nace en la parte norte central de las colinas del Dniéper, en la Ucrania central, en el óblast de Kirovogrado. Desde allí fluye a través del óblast de Cherkasy, donde finalmente desemboca en el embalse de Kremenchuk. El río forma un giro de 180 grados en su parte central. Sin contar con el drástico giro del río, el delta del río y la fuente del río (de deshielo) hay solo 33 km de separación.
En el caudal inferior del río, hay importantes yacimientos descubiertos de la cultura Belogrúdovka/Cernoles en las proximidades del asentamiento de Subotiv. Estos hallazgos representan un lugar clave para la Edad de Bronce tardía.
Las ciudades y pequeñas localidades ubicadas junto al río incluyen: Kámyanka, Smila y Chiguirín.